# 芬特尔
芬特尔是德国下萨克森州的一个市镇。总面积36.08平方公里，总人口2879人，其中男性1419人，女性1460人（2011年12月31日），人口密度80人/平方公里。